# 公共測量
公共測量（こうきょうそくりょう）とは、測量法（昭和24年法律第188号）における用語の一つであり、基本測量以外の測量で次に掲げるものをいう（測量法第5条）。
1. その実施に要する費用の全部又は一部を国又は公共団体が負担し、又は補助して実施する測量
2. 基本測量又は前号の測量の測量成果を使用して次に掲げる事業のために実施する測量で国土交通大臣が指定するもの
  - 行政庁の許可、認可その他の処分を受けて行われる事業
  - その実施に要する費用の全部又は一部について国又は公共団体の負担又は補助、貸付けその他の助成を受けて行われる事業

ただし、建物に関する測量その他の局地的測量又は小縮尺図の調製その他の高度の精度を必要としない測量で政令で定めるものを除く。
測量法で公共測量を定義し各種の規定を定めているのは、測量法の目的である「国若しくは公共団体が費用の全部若しくは一部を負担し、若しくは補助して実施する土地の測量又はこれらの測量の結果を利用する土地の測量について、その実施の基準及び実施に必要な権能を定め、測量の重複を除き、並びに測量の正確さを確保する」という観点から、正確で効率的な測量の確保を図ろうとすることによるものである。具体的に測量計画機関に課される義務としては、
- 公共測量に係る作業規程の承認申請
- 公共測量実施計画書の国土地理院長への提出
- 測量標又は測量成果の使用承認申請
- 公共測量の実施及び終了の公示
- 測量成果の国土地理院長への提出

などが挙げられる。これに対し、測量計画機関には、基本測量の実施に際し国土地理院長に与えられる権能と同様に、あらかじめ通知・承諾を得た上で、測量のための他人の土地への立入り、障害物の除去、土地の使用・収用などの権能が与えられる。